# Penshurst, Kent
Penshurst är en ort och civil parish i grevskapet Kent i sydöstra England. Orten ligger i distriktet Sevenoaks, cirka 7 kilometer sydväst om Tonbridge. Den ligger vid floderna Medway och Edens sammanflöde. Civil parishen hade 1 692 invånare vid folkräkningen år 2021.
I civil parishen ligger även orten Fordcombe.